# Casa Stark
(Motto della Casata Stark)
La Casa Stark è la casata nobiliare più importante nel Nord di Westeros, terra fittizia ideata da George R. R. Martin nella sua popolare saga fantasy Cronache del ghiaccio e del fuoco.
Gli Stark sono i Protettori del Nord, il loro storico seggio è la solida roccaforte di Grande Inverno (Winterfell nell'edizione originale) e il loro dominio si estende dalla Barriera fino alla cosiddetta Incollatura.
La casata è molto antica e i suoi membri sono considerati discendenti dei Primi Uomini. Lo stemma rappresenta un meta-lupo grigio in corsa in campo bianco ghiaccio e il motto è "L'inverno sta arrivando" (Winter is coming): esso è l'unico, tra quelli delle altre casate, ad essere un monito per tutti e non una vanteria personale o una minaccia.
Gli Stark hanno la fama di essere uomini duri, valorosi, poco inclini alla risata e freddi come le terre che abitano. I loro tratti caratteristici sono i capelli castano opaco, gli occhi grigi e impenetrabili come il ghiaccio e il viso allungato e austero, che li fa sembrare ancora più duri.

## Storia

### Origini
Si fa risalire le origini degli Stark a Brandon il Costruttore, figura leggendaria che costruì Grande Inverno e la Barriera nell'Era degli Eroi, migliaia di anni prima delle storie narrate nelle Cronache del ghiaccio e del fuoco. Gli Stark furono Re dell'Inverno nel Nord per migliaia di anni fino a quando Torrhen Stark, il "Re in ginocchio", decise di giurare fedeltà ad Aegon Targaryen il Conquistatore per porre termine alla Guerra di Conquista. Da allora gli Stark hanno dominato il Nord per il re di Westeros come lord di Grande Inverno e Protettori del Nord. Gli uomini del Nord affermano di essere discendenti diretti dei Primi Uomini e continuano a seguire le antiche tradizioni. Non venerano i Sette Dèi degli Andali, ma gli antichi dèi del Nord e dei Figli della Foresta.
Gli Stark condividono un antenato comune con i Karstark. La storia vuole che un giovane rampollo di Casa Stark, Karlon Stark, sconfisse un lord ribelle. Venne per questo ricompensato con terre su cui costruì un castello. Un'altra casata derivata dagli Stark era la Casa Greystark di Tana del Lupo, che possedeva i territori dove un giorno sarebbe sorto Porto Bianco; la casata visse per cinque secoli fino a quando non insorse contro Grande Inverno e venne distrutta.

### Ribellione di Robert
Lyanna Stark, figlia di lord Rickard, venne promessa sposa a Robert Baratheon. La ragazza venne tuttavia rapita prima delle nozze dal principe Rhaegar Targaryen. Questo scatenò l'indignazione di lord Rickard che si recò immediatamente ad Approdo del Re col figlio Brandon per chiederne la liberazione. Re Aerys il Folle, invece, li accusò di tradimento uccidendoli entrambi in un modo disumano. La furia di Robert per il rapimento di Lyanna si impossessò anche di Eddard, divenuto lord di Grande Inverno ed insieme guidarono i propri eserciti a sud. Si unì a loro anche il vecchio Jon Arryn, che li aveva cresciuti come suoi protetti. Eddard spezzò l'assedio di Capo Tempesta difesa da Stannis Baratheon, dopodiché diresse il suo esercito del Nord ad Approdo del Re, che trovò già conquistata e saccheggiata dai Lannister.

### Ribellione dei Greyjoy
Dopo sei anni in cui fu ristabilita la pace del re con Robert sul Trono di Spade, l'esercito del Nord dovette rimettersi in marcia, insieme alle altre forze di Robert, per soffocare la ribellione di Balon Greyjoy, che si era proclamato re delle Isole di Ferro. Dopo la sconfitta di Balon e la presa di Pyke, Eddard prese Theon, il figlio minore di lord Balon, come protetto portandolo a Grande Inverno, in modo da evitare nuove ribellioni di Balon.

## Albero genealogico
|  |  |         |         |         |         |         |         |          |          |             |             | Willam      |             |             |             |             |             |              |              |              |              |              |              |                  |                  |                  |                  |                  |                  |               |               |                           |                           |                           |                           |                           |                           |        |        |                  |                  |                  |                  |                  |                  |        |        |         |         |         |         |            |            |            |            |                   |                   |                   |                   |                   |                   |                  |                  |                  |                  |        |        |        |        |  |  |  |  |  |  |  |  |  |  |  |  |
|  |  |         |         |         |         |         |         |          |          |             |             |             |             |             |             |             |             |              |              |              |              |              |              |                  |                  |                  |                  |                  |                  |               |               |                           |                           |                           |                           |                           |                           |        |        |                  |                  |                  |                  |                  |                  |        |        |         |         |         |         |            |            |            |            |                   |                   |                   |                   |                   |                   |                  |                  |                  |                  |        |        |        |        |  |  |  |  |  |  |  |  |  |  |  |  |
|  |  |         |         |         |         |         |         |          |          |             |             |             |             |             |             |             |             |              |              |              |              |              |              |                  |                  |                  |                  |                  |                  |               |               |                           |                           |                           |                           |                           |                           |        |        |                  |                  |                  |                  |                  |                  |        |        |         |         |         |         |            |            |            |            |                   |                   |                   |                   |                   |                   |                  |                  |                  |                  |        |        |        |        |  |  |  |  |  |  |  |  |  |  |  |  |
|  |  |         |         |         |         |         |         | Edwyle   | Edwyle   | Edwyle      | Edwyle      | Edwyle      | Edwyle      |             |             | Marna Locke | Marna Locke | Marna Locke  | Marna Locke  | Marna Locke  | Marna Locke  |              |              | Arya Flint       | Arya Flint       | Arya Flint       | Arya Flint       | Arya Flint       | Arya Flint       |               |               | Rodrick il "Lupo Errante" | Rodrick il "Lupo Errante" | Rodrick il "Lupo Errante" | Rodrick il "Lupo Errante" | Rodrick il "Lupo Errante" | Rodrick il "Lupo Errante" |        |        |                  |                  |                  |                  |                  |                  |        |        | Jocelyn | Jocelyn | Jocelyn | Jocelyn | Jocelyn    | Jocelyn    |            |            | Membro Casa Royce | Membro Casa Royce | Membro Casa Royce | Membro Casa Royce | Membro Casa Royce | Membro Casa Royce |                  |                  |                  |                  |        |        |        |        |  |  |  |  |  |  |  |  |  |  |  |  |
|  |  |         |         |         |         |         |         | Edwyle   | Edwyle   | Edwyle      | Edwyle      | Edwyle      | Edwyle      |             |             | Marna Locke | Marna Locke | Marna Locke  | Marna Locke  | Marna Locke  | Marna Locke  |              |              | Arya Flint       | Arya Flint       | Arya Flint       | Arya Flint       | Arya Flint       | Arya Flint       |               |               | Rodrick il "Lupo Errante" | Rodrick il "Lupo Errante" | Rodrick il "Lupo Errante" | Rodrick il "Lupo Errante" | Rodrick il "Lupo Errante" | Rodrick il "Lupo Errante" |        |        |                  |                  |                  |                  |                  |                  |        |        | Jocelyn | Jocelyn | Jocelyn | Jocelyn | Jocelyn    | Jocelyn    |            |            | Membro Casa Royce | Membro Casa Royce | Membro Casa Royce | Membro Casa Royce | Membro Casa Royce | Membro Casa Royce |                  |                  |                  |                  |        |        |        |        |  |  |  |  |  |  |  |  |  |  |  |  |
|  |  |         |         |         |         |         |         |          |          |             |             |             |             |             |             |             |             |              |              |              |              |              |              |                  |                  |                  |                  |                  |                  |               |               |                           |                           |                           |                           |                           |                           |        |        |                  |                  |                  |                  |                  |                  |        |        |         |         |         |         |            |            |            |            |                   |                   |                   |                   |                   |                   |                  |                  |                  |                  |        |        |        |        |  |  |  |  |  |  |  |  |  |  |  |  |
|  |  |         |         |         |         |         |         |          |          |             |             | Rickard     | Rickard     | Rickard     | Rickard     | Rickard     | Rickard     |              |              |              |              |              |              |                  |                  |                  |                  | Lyarra           | Lyarra           | Lyarra        | Lyarra        | Lyarra                    | Lyarra                    |                           |                           |                           |                           |        |        |                  |                  |                  |                  |                  |                  |        |        |         |         |         |         | Tre figlie | Tre figlie | Tre figlie | Tre figlie | Tre figlie        | Tre figlie        |                   |                   | Lord della Valle  | Lord della Valle  | Lord della Valle | Lord della Valle | Lord della Valle | Lord della Valle |        |        |        |        |  |  |  |  |  |  |  |  |  |  |  |  |
|  |  |         |         |         |         |         |         |          |          |             |             | Rickard     | Rickard     | Rickard     | Rickard     | Rickard     | Rickard     |              |              |              |              |              |              |                  |                  |                  |                  | Lyarra           | Lyarra           | Lyarra        | Lyarra        | Lyarra                    | Lyarra                    |                           |                           |                           |                           |        |        |                  |                  |                  |                  |                  |                  |        |        |         |         |         |         | Tre figlie | Tre figlie | Tre figlie | Tre figlie | Tre figlie        | Tre figlie        |                   |                   | Lord della Valle  | Lord della Valle  | Lord della Valle | Lord della Valle | Lord della Valle | Lord della Valle |        |        |        |        |  |  |  |  |  |  |  |  |  |  |  |  |
|  |  |         |         |         |         |         |         |          |          |             |             |             |             |             |             |             |             |              |              |              |              |              |              |                  |                  |                  |                  |                  |                  |               |               |                           |                           |                           |                           |                           |                           |        |        |                  |                  |                  |                  |                  |                  |        |        |         |         |         |         |            |            |            |            |                   |                   |                   |                   |                   |                   |                  |                  |                  |                  |        |        |        |        |  |  |  |  |  |  |  |  |  |  |  |  |
|  |  |         |         |         |         |         |         |          |          |             |             |             |             |             |             |             |             |              |              |              |              |              |              |                  |                  |                  |                  |                  |                  |               |               |                           |                           |                           |                           |                           |                           |        |        |                  |                  |                  |                  |                  |                  |        |        |         |         |         |         |            |            |            |            |                   |                   |                   |                   |                   |                   |                  |                  |                  |                  |        |        |        |        |  |  |  |  |  |  |  |  |  |  |  |  |
|  |  | Brandon | Brandon | Brandon | Brandon | Brandon | Brandon |          |          | Sconosciuta | Sconosciuta | Sconosciuta | Sconosciuta | Sconosciuta | Sconosciuta |             |             | Eddard "Ned" | Eddard "Ned" | Eddard "Ned" | Eddard "Ned" | Eddard "Ned" | Eddard "Ned" |                  |                  | Catelyn Tully    | Catelyn Tully    | Catelyn Tully    | Catelyn Tully    | Catelyn Tully | Catelyn Tully |                           |                           | Benjen                    | Benjen                    | Benjen                    | Benjen                    | Benjen | Benjen |                  |                  | Lyanna           | Lyanna           | Lyanna           | Lyanna           | Lyanna | Lyanna |         |         |         |         |            |            |            |            | Progenie          | Progenie          | Progenie          | Progenie          | Progenie          | Progenie          |                  |                  |                  |                  |        |        |        |        |  |  |  |  |  |  |  |  |  |  |  |  |
|  |  | Brandon | Brandon | Brandon | Brandon | Brandon | Brandon |          |          | Sconosciuta | Sconosciuta | Sconosciuta | Sconosciuta | Sconosciuta | Sconosciuta |             |             | Eddard "Ned" | Eddard "Ned" | Eddard "Ned" | Eddard "Ned" | Eddard "Ned" | Eddard "Ned" |                  |                  | Catelyn Tully    | Catelyn Tully    | Catelyn Tully    | Catelyn Tully    | Catelyn Tully | Catelyn Tully |                           |                           | Benjen                    | Benjen                    | Benjen                    | Benjen                    | Benjen | Benjen |                  |                  | Lyanna           | Lyanna           | Lyanna           | Lyanna           | Lyanna | Lyanna |         |         |         |         |            |            |            |            | Progenie          | Progenie          | Progenie          | Progenie          | Progenie          | Progenie          |                  |                  |                  |                  |        |        |        |        |  |  |  |  |  |  |  |  |  |  |  |  |
|  |  |         |         |         |         |         |         |          |          |             |             |             |             |             |             |             |             |              |              |              |              |              |              |                  |                  |                  |                  |                  |                  |               |               |                           |                           |                           |                           |                           |                           |        |        |                  |                  |                  |                  |                  |                  |        |        |         |         |         |         |            |            |            |            |                   |                   |                   |                   |                   |                   |                  |                  |                  |                  |        |        |        |        |  |  |  |  |  |  |  |  |  |  |  |  |
|  |  |         |         |         |         |         |         |          |          |             |             |             |             |             |             |             |             |              |              |              |              |              |              |                  |                  |                  |                  |                  |                  |               |               |                           |                           |                           |                           |                           |                           |        |        |                  |                  |                  |                  |                  |                  |        |        |         |         |         |         |            |            |            |            |                   |                   |                   |                   |                   |                   |                  |                  |                  |                  |        |        |        |        |  |  |  |  |  |  |  |  |  |  |  |  |
|  |  |         |         |         |         |         |         | Jon Snow | Jon Snow | Jon Snow    | Jon Snow    | Jon Snow    | Jon Snow    |             |             | Robb        | Robb        | Robb         | Robb         | Robb         | Robb         |              |              | Jeyne Westerling | Jeyne Westerling | Jeyne Westerling | Jeyne Westerling | Jeyne Westerling | Jeyne Westerling |               |               | Sansa                     | Sansa                     | Sansa                     | Sansa                     | Sansa                     | Sansa                     |        |        | Tyrion Lannister | Tyrion Lannister | Tyrion Lannister | Tyrion Lannister | Tyrion Lannister | Tyrion Lannister |        |        | Arya    | Arya    | Arya    | Arya    | Arya       | Arya       |            |            | Brandon "Bran"    | Brandon "Bran"    | Brandon "Bran"    | Brandon "Bran"    | Brandon "Bran"    | Brandon "Bran"    |                  |                  | Rickon           | Rickon           | Rickon | Rickon | Rickon | Rickon |  |  |  |  |  |  |  |  |  |  |  |  |
|  |  |         |         |         |         |         |         | Jon Snow | Jon Snow | Jon Snow    | Jon Snow    | Jon Snow    | Jon Snow    |             |             | Robb        | Robb        | Robb         | Robb         | Robb         | Robb         |              |              | Jeyne Westerling | Jeyne Westerling | Jeyne Westerling | Jeyne Westerling | Jeyne Westerling | Jeyne Westerling |               |               | Sansa                     | Sansa                     | Sansa                     | Sansa                     | Sansa                     | Sansa                     |        |        | Tyrion Lannister | Tyrion Lannister | Tyrion Lannister | Tyrion Lannister | Tyrion Lannister | Tyrion Lannister |        |        | Arya    | Arya    | Arya    | Arya    | Arya       | Arya       |            |            | Brandon "Bran"    | Brandon "Bran"    | Brandon "Bran"    | Brandon "Bran"    | Brandon "Bran"    | Brandon "Bran"    |                  |                  | Rickon           | Rickon           | Rickon | Rickon | Rickon | Rickon |  |  |  |  |  |  |  |  |  |  |  |  |

## Membri della casata

### Eddard Stark
Lord di Grande Inverno e protettore del Nord, è sposato con lady Catelyn Tully. Da lei ha avuto cinque figli: Robb, Sansa, Arya, Bran e Rickon.  È il migliore amico di re Robert Baratheon, ha comandato insieme a lui gli eserciti della ribellione e diventa suo Primo Cavaliere, seppur controvoglia. È un uomo d'onore e ligio al dovere, fedele alla famiglia e al suo popolo, nonché onesto fino alla fine.

### Robb Stark
(Robb Stark all'inizio della guerra contro i Lannister)

Richard Madden interpreta Robb Stark nella serie televisiva Il Trono di Spade

Robb Stark è il figlio primogenito di Eddard Stark e Catelyn Tully ed è quindi l'erede del Nord. Il suo nome è un omaggio al migliore amico del padre, Robert Baratheon. Dopo la morte di suo padre, Robb verrà soprannominato il Giovane Lupo.
Se dalla madre eredita l'aspetto fisico, coi caratteristici capelli ramati e gli occhi azzurri dei Tully, dal padre invece riceve il temperamento giusto ed imparziale, duro come roccia e freddo come il ghiaccio. Assieme al padre, al fratello minore Bran e al fratellastro Jon Snow, egli trova sei piccoli di meta-lupo e ne tiene uno per sé, un maschio, al quale dà il nome di Vento Grigio per la pelliccia color fumo. Vento Grigio sarà il suo amico più fedele ed un ottimo compagno di battaglia, una volta cresciuto e divenuto grosso quanto un cavallo; inoltre, grazie al suo istinto, riconosce a prima vista coloro che hanno intenzioni malvagie nei confronti del suo padrone. Il calore dei fiumi che scorre nelle vene materne mitiga il suo carattere di uomo del Nord, rendendolo più incline ai legami sentimentali che all'onore ed alla ragion di Stato. Il suo destino e la sua indole sono in ogni modo quelli di un grande lord e condottiero.
All'arresto del padre Eddard da parte della Casa Lannister, Robb rifiuta di recarsi ad Approdo del Re per fare atto di sottomissione e chiama a raccolta tutto l'esercito del Nord. Da Grande Inverno cala nelle Terre dei Fiumi (rette dal suo morente nonno Hoster Tully) e dà battaglia alle forze dei Lannister, sconfiggendoli in tutte le battaglie, facendo prigioniero Jaime Lannister. Alla notizia della decapitazione del lord suo padre, i suoi vassalli lo incoronano Re del Nord, riprendendo quindi l'antico titolo di un tempo; egli di conseguenza dichiara il suo regno indipendente dal resto del continente, comprendendo il Nord e le Terre dei Fiumi. Per consolidare la sua posizione, Robb stringe alleanza con la ricca e potente Casa Frey (vassalla dei Tully), promettendo di sposare una figlia di lord Walder Frey. Tale promessa viene però infranta perché Robb, in seguito alla vittoria alla Zanna Dorata, giace con Jeyne Westerling, rampolla di una piccola ma antica casata alfiere dei Lannister: il suo senso dell'onore lo porta a prenderla come sua moglie.
Pur avendo vinto tutte le battaglie da lui combattute, il regno di Robb si trova in difficoltà in quanto viene in parte invaso dagli Uomini delle Isole di Ferro e non avendo più un alleato comune contro i Lannister, dopo lo scontro tra i fratelli Baratheon, Stannis e Renly. La stessa Grande Inverno viene espugnata con l'inganno ed in parte data alle fiamme. Inoltre i Frey, offesi profondamente dalla rottura della promessa nuziale di Robb, complottano contro di lui. Inconsapevole di tutto questo, Robb, per riparare all'affronto causato ai Frey e mantenerne l'alleanza, organizza il matrimonio di suo zio Edmure Tully con una figlia di Walder Frey, Roslin. Al banchetto nuziale, i Frey ed i Bolton, alfieri del Nord (infrangendo tutte le leggi dell'ospitalità) uccidono Robb, deturpandone poi il cadavere e il suo meta-lupo Vento Grigio, sua madre Catelyn e sterminano gran parte dei cavalieri al loro seguito. Questo evento viene ricordato come le Nozze Rosse.
All'inizio della saga, Robb ha quattordici anni, mentre ne ha sedici al momento della sua morte, durante le Nozze Rosse.
Nella serie televisiva Il Trono di Spade, tratta dai romanzi, è interpretato da Richard Madden e in italiano è doppiato da Edoardo Stoppacciaro. Nella serie Robb ha molti più anni rispetto alla sua controparte nel romanzo, dove è poco più che un adolescente.

### Sansa Stark
Secondogenita di Eddard Stark e Catelyn Tully, inizialmente viene promessa in sposa al principe Joffrey Baratheon, ma successivamente verrà costretta a sposare Tyrion Lannister. La sua meta-lupa, Lady, viene uccisa da suo padre dopo che Nymeria, metalupo della sorella terzogenita Arya, ferisce Joffrey.

### Arya Stark
Terzogenita di Eddard Stark e Catelyn Tully, ha nove anni. È un maschiaccio e ha una spada, Ago, regalatale dal suo fratello bastardo Jon Snow prima di partire per la Barriera. Ha chiamato la sua metalupa Nymeria, in onore della leggendaria principessa guerriera di Dorne.

### Brandon Stark
Brandon Stark, detto Bran, è il quarto figlio di Eddard Stark e Catelyn Tully. Nel primo libro, cade da una torre e perde l'uso delle gambe. Il suo meta-lupo si chiama Estate.

### Rickon Stark
Rickon Stark è il più piccolo rampollo degli Stark e il suo nome è un omaggio al padre di Eddard, lord Rickard, ucciso dai Targaryen. Nei suoi 4 anni, è un bambino vivace e curioso, che cerca sempre l'attenzione di tutti. È l'unico davvero inconsapevole degli intrighi di palazzo e dei giochi di potere, travolto passivamente dagli eventi tragici che lo coinvolgeranno. Il suo meta-lupo, dal nome alquanto insolito, Cagnaccio, è completamente nero, con feroci occhi verdi e ha lo stesso temperamento irruente del padroncino, sfociando sempre più spesso nell'aggressività, tanto da dover essere prima tenuto a bada da Estate, poi legato o confinato nel parco degli Dei di Grande Inverno. Anche Rickon, quando i Greyjoy attaccano a tradimento Grande Inverno, riesce a fuggire e a nascondersi con il suo meta-lupo, ma viene creduto morto da tutti. Dopo la distruzione di Grande Inverno si separa dal fratello Bran. Al momento, grazie alla testimonianza data dallo scudiero di Theon Greyjoy, Wex, sappiamo che si trova nell'arcipelago di Skagos assieme a Osha. Davos Seaworth è stato incaricato da Wyman Manderly di riportarlo indietro.
Nella serie televisiva Il Trono di Spade il personaggio è interpretato da Art Parkinson. Compare nella 1ª, 2ª, 3ª e 6ª stagione. A differenza dei libri, il suo ruolo nella storia è estremamente ridotto se non quasi nullo. Muore nell'ultimo episodio della 6ª stagione, trafitto da una freccia nella schiena dal perfido Ramsay Bolton, perché era incapace di correre a zig-zag come riportato frequentemente nei memi su Internet.

### Jon Snow
Jon Snow è il presunto figlio bastardo di Eddard Stark, ma l'identità di sua madre non è del tutto certa. È stato cresciuto da suo padre al fianco dei fratellastri finché, raggiunta l'età adulta, si unisce ai Guardiani della notte. Egli è costantemente accompagnato dal suo meta-lupo albino, Spettro.

### Benjen Stark
Benjen Stark è il fratello più giovane di lord Eddard, e Primo Ranger dei Guardiani della notte.
Essendo il terzogenito maschio di lord Rickard, Ben non ha mai avuto grandi possibilità di diventare un lord, e quindi ha deciso, in accordo col padre, di dare la propria vita all'onore dei Guardiani della notte, prendendo il Nero. Sulla Barriera, precisamente nel Castello Nero, Ben Stark ha fatto molta strada, arrivando a ricoprire la carica di Primo Ranger, ovvero di capo dei pattugliatori dei Guardiani della notte che si avventurano oltre la Barriera, oltre l'ultimo confine del Mondo. Dai capelli neri, lineamenti marcati, asciutto come uno sperone basaltico, si può distinguere sempre una scintilla di allegria nei suoi occhi azzurro acciaio. Da onorevole membro della Confraternita in nero, Benjen Stark è molto vicino al lord comandante, Jeor Mormont ed è il secondo in comando sulla barriera. Attualmente, è disperso oltre la Barriera.
Nella serie televisiva Il Trono di Spade, tratta dai romanzi, il personaggio è interpretato da Joseph Mawle. Compare nella 1ª, 6ª e 7ª stagione; in italiano, è doppiato da Christian Iansante.

## Membri acquisiti

### Catelyn Tully
Catelyn Tully è la primogenita di Hoster Tully e lady Minisa Whent, sposa di Eddard Stark e madre di Robb, Sansa, Arya, Bran e Rickon.

### Jeyne Westerling
Jeyne Westerling è la moglie di Robb Stark. È descritta come una giovane di 16 anni, bella, di buon cuore, dai capelli castani. È figlia di lord Westerling, un piccolo alfiere dei Lannister. Robb viene ferito mentre espugna il suo castello. Jeyne segue le sue cure personalmente e Robb s'innamora di lei e la sposa, dopo aver consumato una notte d'amore con lei. Tale matrimonio origina l'odio dei Frey per Robb che sfocerà nelle Nozze Rosse. Lasciata a Delta delle Acque dal defunto marito, viene perdonata da Jaime Lannister quando costui riprende la roccaforte dai Tully.
Nella serie televisiva Il Trono di Spade, tratta dai romanzi, il personaggio è sostituito da quello di Talisa Maegyr, una giovane guaritrice straniera proveniente dalla città libera di Volantis.

## Membri storici della casata e genealogia
La Casa Stark è tra le più antiche di Westeros, risalente all'Età degli Eroi, e i suoi membri discendono dai Primi Uomini. Ne risulta pertanto frammentario l'intero albero genealogico, citato soprattutto mediante antiche leggende.

### Re del Nord e figli

#### Brandon Stark “Il Costruttore”
(??? - ??? P.C.)
Il fondatore della Casa Stark. Di Brandon si racconta che fosse un discendente di Brandon dalla Lama Insanguinata, uno dei figli della figura leggendaria di Garth Manoverde.
Brandon deve il suo epiteto di "Costruttore" alle molteplici opere architettoniche da lui realizzate o alle quali ha preso parte: secondo le leggende narrate da diverse parti dei Sette Regni, Brandon costruì la Barriera e il maniero Grande Inverno, e donò ai Guardiani della notte venticinque leghe di terre, anche se questo merito viene spesso contestato ed attribuito ad altri suoi omonimi discendenti. Aiutò re Durran, fondatore della Casa Durrandon che poi diventerà l'attuale Casa Baratheon, alla costruzione di Capo Tempesta, e che, sempre di merito conteso tra lui e l'omonimo figlio, re Uthor dell'Alta torre, ipotetico capostipite della Casa Hightower, gli commissionò la progettazione dell'Alta Torre, simbolo di Vecchia Città.

#### Re Brandon Stark
(??? - ??? P.C.)
Figlio di Brandon Il Costruttore, è ignoto se egli fu sovrano del Nord o meno. Leggende contrastanti attribuiscono a lui, invece che a suo padre, la progettazione dell'Alta Torre di Vecchia Città.

#### Re Theon Stark
(??? - ??? P.C.)
Theon fu Re del Nord durante lo sbarco degli Andali. È chiamato il Lupo Famelico, a causa del costante stato di guerra in cui era il Nord durante il suo regno. Era descritto come un uomo magro, con i capelli lunghi e la barba corta.
Re Theon fece causa comune con i Bolton, distruggendo il signore della guerra Andalo Argos Settestelle; dopo la vittoria portò la propria flotta attraverso il Mare Stretto fino alle coste di Andalos, con il cadavere di Argos ancorato alla prua della sua nave ammiraglia. Ad Andalos distrusse decine di villaggi e massacrò migliaia di persone. Le teste degli uccisi vennero poi piantate lungo le sue coste come monito per altri aspiranti conquistatori. Più tardi, conquistò le Tre Sorelle e fece sbarcare un esercito sulle Dita. Scacciò gli uomini di Ferro da Capo della Piovra e dall'Isola dell'Orso, sedò una ribellione e, con l'aiuto dei Guardiani della notte inflisse ai Bruti una sconfitta così devastante da impedire loro di minacciare il reame per un'intera generazione. Successivamente scacciò di nuovo gli Uomini di Ferro dalla sue coste.

#### Re Jon Stark
(??? - ??? P.C.)
Jon fu Re del Nord nel periodo precedente alla Guerra di Conquista. Egli fu noto per aver sventato l'invasione dei predoni presso le coste orientali e per la costruzione di un castello fortificato chiamato Tana del Lupo, situato presso una foce del fiume Coltello Bianco.

#### Re Rickard Stark “Il Lupo Sorridente”
(??? - ??? P.C.)
Figlio del Re Jon, Rickard fu suo successore al Trono del Nord e fu così soprannominato per il suo carattere giovale. Rickard fu noto per aver annesso la landa dell'Incollatura al Nord dopo aver sconfitto il Re delle Paludi, del quale prese moglie e figlia, facendo di quest'ultima la sua consorte.

#### Karlon Stark
(??? - ??? P.C.)
Figlio di un ignoto Re del Nord, Karlon fondò un casato indipendente, la Casa Karstark. Dopo aver aiutato il proprio fratello maggiore nonché Re del Nord in carica a sconfiggere un lord ribelle, gli fu donato un maniero. Questo, in principio denominato Fortezza di Karl, prese in seguito il nome di Karlhold, del quale Karlon divenne il primo Signore e resta attualmente la sede dei Karstark, i suoi diretti discendenti.

#### Re Brandon Stark “Il Senzafiglia”
(??? - ??? P.C.)
Brandon fu Re del Nord presumibilmente durante la Guerra di Conquista. La leggenda a cui il sovrano deve il suo epiteto narra che egli avesse come erede soltanto una figlia. Un giorno si presentò a corte un sedicente cantastorie, Bael il Bardo, che intrattenne il re tutta la notte. Il cantastorie chiese il cambio il più bel fiore che ci fosse in quelle lande e gli fu offerta una Rosa d'Inverno. Il mattino seguente, sia il bardo che la principessa, al posto della quale fu trovata solo quella stessa Rosa d'Inverno, sparirono. Essi furono cercati a lungo e il Re Brandon fu sul punto di cadere nello sconforto finché un giorno, laddove fu trovata la rosa, ritrovò sua figlia (che per tutto quel tempo si rifugiò tra le cripte) con un neonato tra le braccia, figlio di lei e di Bael.
Circa trent'anni dopo, Bael, divenuto Re Oltre la Barriera, mosse guerra a Grande Inverno, ora presidiata dal suo adulto figlio, divenuto a sua volta Re del Nord. Giunti entrambi al Guado Gongelato però, Bael non riesce ad attaccare il proprio figlio e si lascia uccidere da quest'ultimo, che tornando vittorioso col capo mozzo di suo padre, sconvolse la madre, che ancora innamorata di quell'uomo si tolse la vita.

#### Re Torrhen Stark “Il Re in Ginocchio”
(??? P.C. - ??? D.C.)
Torrhen fu l'ultimo dei Re del Nord che, in seguito alla conquista di Aegon I Targaryen e dunque all'annessione ai Sette Regni, furono poi rinominati Protettori del Nord.
In seguito alla caduta di Harrenal e Capo Tempesta, Torrhen comprese che egli e il suo esercito non avrebbero avuto modo di respingere l'invasione dei tre fratelli Targaryen. Sebbene alcuni dei suoi sudditi gli suggeriscano una ritirata strategica presso il Moat Cailin e il suo fratellastro, Brandon Snow, gli suggerisca addirittura di infiltrarsi presso il Tridente nella notte per abbattere i draghi degli invasori, Torrhen conviene che la resa è l'unica soluzione per evitare ritorsioni contro il suo popolo e dopo un'intera notte passata a mediare con Aegon, egli decide in inginocchiarsi al suo cospetto e accettare la subordinazione a lui imposta. Torrhen passò dunque alla storia come "il Re in Ginocchio" e divenne il primo Protettore del Nord e Lord di Grande Inverno. La figlia di Torrhen fu in seguito sposata al lord Ronnel Arryn, sotto disposizione della Regina Visenya. In seguito allo sterminio della famiglia del lord da parte del fratello, Jonos Arryn, le sorti della Stark restano ignote.

### Primi lord di Grande Inverno

#### Brandon Stark
(??? - 49 D.C.)
Partecipò alle Nozze d'Oro di Rogar Baratheon e la regina Alyssa Velaryon, assieme ai suoi figli e a trenta alfieri del Nord. Re Jaehaerys lo parogonò a suo nonno Aegon il Conquistatore. Ebbe due figli, Walton e Alaric.

#### Walton Stark
(??? - 50 D.C.)
Figlio primogenito di Brandon e fratello maggiore di Alaric, divenne lord protettore del Nord agli inizi del regno di Jaehaerys Targaryen. Quando quest'ultimo esiliò gli ex cavalieri della guardia reale di re Maegor alla Barriera, questi si ribellarono al re e Walton dovette aiutare i Guardiani della Notte. Morì al di là della Barriera ucciso dai Giganti, mentre cercava l'ultimo dei ribelli. Gli succedette il fratello Alaric.

#### Benjen Stark
(??? - ??? D.C.)
Benjen Stark fu lord di Grande Inverno approssimativamente poco prima o durante il regno del re Viserys I Targaryen. Sposò lady Lysa Locke, dalla quale ebbe due figli: Rickon e Bennard.

#### Rickon Stark
(??? - ??? D.C.)
Figlio primogenito di Benjen e lady Lysa Locke, Rickon fu Lord di Grande Inverno durante il regno del re Viserys I Targaryen. Sposò lady Gilliane Glover, dalla quale ebbe un figlio, Cregan.

#### Bennard Stark
(??? - ??? D.C.)
Figlio secondogenito di Benjen e lady Lysa Locke, di Bennard si sa soltanto che sposò lady Margaret Karstark, dalla quale ebbe tre figli: Benjen, Brandon e Elric.

#### Cregan Stark
(??? - ??? D.C.)
Figlio unigenito di Rickon e Gilliane Glover, Cregan Stark, detto il Vecchio Uomo del Nord fu Lord di Grande Inverno ai tempi della Danza dei Draghi e, per un solo giorno, fu Primo Cavaliere dell'allora giovanissimo Re Aegon III Targaryen. Cregan si sposò per ben tre volte, generando in tutto dieci eredi. Il primo matrimonio fu con lady Arra Norrey, dalla quale ebbe un figlio, Rickon. Il secondo fu con Alysanne Blackwood, dalla quale ebbe quattro figlie: Sarra, Alys, Raya e Mariah. Il terzo fu con una sua lontana parente, Lynara stark, dalla quale ebbe cinque figli: Jonnel, Edric, Lyanna, Barthogan e Brandon.
Il coinvolgimento di Cregan Stark nella Danza dei Draghi avvenne quando Jacerys Velaryon, figlio della aspirante sovrana Rhaenyra Targaryen, si presentò a Grande Inverno in cerca del suo appoggio alla causa di sua madre. I due siglarono il Patto del Ghiaccio e del Fuoco, in cui viene decretato che in seguito alla vittoria di Rhaenyra, una principessa Targaryen sarebbe stata promessa in sposa a un lord Stark. Cregan decise dunque di entrare nello schieramento dei Draghi Neri di Rhaenyra e gli venne dato un esercito costituito da orfani, vecchi e cadetti minori. Alla morte dell'avversario re Aegon II Targaryen, sopraggiunta per avvelenamento, Cregan progettò dunque di punire le case a lui alleatesi, i Baratheon, gli Hightower e i Lannister, ma viene preceduto da lord Corlys Velaryon, che inviò messaggi di trattativa a ognuna di esse. Cregan, osservante del culto degli Antichi Dei, fu tuttavia determinato a scovare e giustiziare i traditori del re, tra i quali sembrava figurare anche lo stesso Corlys.
Eletto Primo Cavaliere dal neo sovrano Aegon III, Cregan fece arrestare e processare ventidue persone, la maggior parte delle quali decisero di scontare la pena entrando nei Guardiani della notte, mentre solo due si fecero invece giustiziare. Successivamente, si dimise da tale carica, ormai stufo, e torna al Nord.

#### Benjen Stark
(??? - ??? D.C.)
Figlio primogenito di Bennard e lady Margaret Karstark. La vita di Benjen resta sconosciuta.

#### Brandon Stark
(??? - ??? D.C.)
Figlio secondogenito di Bennard e lady Margaret Karstark. La vita di Brandon resta sconosciuta.

#### Elric Stark
(??? - ??? D.C.)
Figlio terzogenito di Bennard e lady Margaret Karstark. La vita di Elric resta sconosciuta.

### Discendenti di lord Cregan

#### Rickon Stark
(??? - ??? D.C.)
Figlio unigenito di Cregan e lady Arra Norrey, Rickon fu Lord di Grande Inverno durante il regno di re Daeron I Targaryen. Sposò lady Jeyne Manderly, dalla quale ebbe due figlie: Serena e Sansa.
Lord Rickon Stark combatté per il Re durante la guerra di conquista di Dorne, rimanendo ucciso presso le mura di Lancia del Sole. Le sue gesta furono illustrate dallo stesso Daeron nell'opera La conquista di Dorne e fu un lord molto pianto dal Nord, soprattutto per i problemi di gestione del suo regno causato dall'incompetenza dei suoi fratellastri..

#### Sarra Stark
(??? - ??? D.C.)
Figlia primogenita di Cregan e lady Alysanne Blackwood, Sarra Stark e la sua vita restano sconosciute alla sua dinastia.

#### Alys Stark
(??? - ??? D.C.)
Figlia secondogenita di Cregan e lady Alysanne Blackwood, Alys Stark e la sua vita restano sconosciute alla sua dinastia.

#### Raya Stark
(??? - ??? D.C.)
Figlia terzogenita di Cregan e lady Alysanne Blackwood, Raya Stark e la sua vita restano sconosciute alla sua dinastia.

#### Mariah Stark
(??? - ??? D.C.)
Figlia quartogenita di Cregan e lady Alysanne Blackwood, Mariah Stark e la sua vita restano sconosciute alla sua dinastia.

#### Jonnel Stark “Un Occhio”
(??? - ??? D.C.)
Figlio primogenito di Cregan e lady Lynara Stark, divenne Lord di Grande Inverno dopo la morte del fratellastro Brandon. Il suo epiteto, sul quale non vi sono aneddoti, lascia intendere che Jonnel fosse probabilmente orbo. Jonnel si sposò due volte, prima con lady Robyn Ryswell e in seguito con sua nipote Sansa Stark. Non avendo generato eredi da nessuno dei due matrimoni però, la successione al Regno del Nord passo a suo fratello Barthogan.

#### Edric Stark
(??? - ??? D.C.)
Figlio secondogenito di Cregan e lady Lynara Stark, Edric fu tralasciato alla successione a Grande Inverno, che andò a suo fratello Barthogan. Sposò sua nipote Serena Stark, dalla quale ebbe quattro figli: i gemelli Cregard e Torrhen, Aregelle e Arrana.

#### Lyanna Stark
(??? - ??? D.C.)
Figlia terzogenita di Cregan e lady Lynara Stark, Lyanna Stark è un'altra figura sconosciuta nella sua dinastia.

#### Barthogan Stark “Spadanera”
(??? - ??? D.C.)
Figlio quartogenito di Cregan e lady Lynara Stark, divenne Lord di Grande Inverno dopo la morte di suo fratello Jonnel. Morì sedando una ribellione dell'isola di Skagos.

#### Brandon Stark
(??? - ??? D.C.)
Figlio quintogenito di Cregan e lady Lynara Stark, successe come Lord di Grande Inverno alla morte di suo fratello Barthogan. Egli sposò lady Alys Karstark, dalla quale ha tre figli: Rodwell, Beron e Arsa, ed ebbe una relazione extraconiugale con lady Wylla Fenn, dalla quale ebbe un figlio bastardo, Lonnel Snow.

#### Rodwell Stark
(??? - ??? D.C.)
Figlio primogenito di Brandon e lady Alys Karstark, Rowell Stark successe a suo padre come Lord di Grande Inverno. Sposò lady Myriame Manderly, dalla quale non ebbe figli, cedendo dunque il regno a suo fratello Beron.

#### Beron Stark
(??? - ??? D.C.)
Figlio secondogenito di Brandon e lady Alys Karstark, fu il Lord di Grande Inverno durante il regno di re Aerys I Targaryen. Sposò lady Lorra Royce, dalla quale ebbe sette figli: Donnor, Willam, Artos, Berena, Alysanne, Errold e Rodrik.
Beron divenne Signore di Grande Inverno dopo che suo fratello Rodwell morì senza eredi. Beron raccolse spade per fermare i saccheggi di Lord Dagon Greyjoy in mare e si alleò con i Lannister contro di lui. Fu ferito a morte nello scontro che ne seguì, e la Casa Stark affrontò una crisi di successione dato che sua moglie e altre quattro recenti vedove Stark volevano Grande Inverno per i propri figli.

#### Arsa Stark
(??? - ??? D.C.)
Figlia terzogenita di Brandon e lady Alys Karstark, Arsa Stark resta sconosciuta alla sua dinastia.

#### Lonnel Snow
(??? - ??? D.C.)
Figlio bastardo di Brandon Stark e lady Wylla Fenn, era spesso soprannominato "Lonny".

#### Serena Stark
(??? - ??? D.C.)
Figlia primogenita di Rickon e lady Jeyne Manderly, Serena fu sposata in prime nozze a Lord Jon Umber, senza però generare eredi, ed in seconde nozze con suo zio Edric Stark, dal quale ebbe quattro figli: i gemelli Cregard e Torrhen, Aregelle e Arrana.

#### Sansa Stark
(??? - ??? D.C.)
Figlia secondogenita di Rickon e lady Jeyne Manderly, Sansa fu la seconda sposa di suo zio Jonnel, dal quale però non ebbe figli.

### Discendenti di lord Beron

#### Donnor Stark
Figlio primogenito di Beron e lady Lorra Royce, Donnor successe a suo padre come Lord di Grande Inverno. Non essendosi però sposato e non avendo quindi generato eredi, Donnor lasciò il suo governo al fratello minore Willam.

#### Willam Stark
(??? - 226 D.C.)
Figlio secondogenito di Beron e lady Lorra Royce, Willam successe come Lord di Grande Inverno a suo fratello maggiore Donnor, che non aveva eredi. Egli si sposò due volte, la prima con lady Melantha Blackwood, dalla quale ha due figli, Edwyle e Jocelyn. La seconda con lady Lyanne Glover, dalla quale ha un figlio, Brandon.
Lord Willam combatté un'invasione da parte dei bruti, capeggiati dal Re Oltre la Barriera, Raymun Barbarossa. Lo scontro avvenne presso il Lago Lungo, dove Lord Willam fu ucciso e decapitato, per poi essere vendicato da suo fratello Artos.. Willam fu il padre di Ewyle Stark e bisnonno di Eddard.

#### Artos Stark “l'Implacabile”
(??? - ??? D.C.)
Figlio terzogenito di Beron e lady Lorra Royce, Artos affiancò il fratello nel suo governo, e partecipò alla battaglia per respingere i bruti di Raymun Barbarossa. Sposò lady Lysara Karstark, dalla quale ebbe due figli, Brandon e Benjen.
Quando Willam fu decapitato, Artos si scagliò contro il Re Oltre la Barriera, uccidendolo e vendicando così il fratello.. Artos non fu mai Lord di Grande Inverno, ma presso le cripte del suddetto maniero è comunque presente una sua statua.

#### Berena Stark
(??? - ??? D.C.)
Figlia quartogenita di Beron e lady Lorra Royce, la vita di Berena Stark resta sconosciuta alla sua dinastia.

#### Alysanne Stark
(??? - ??? D.C.)
Figlia quintogenita di Beron e lady Lorra Royce, la vita di Alysanne Stark resta sconosciuta.

#### Errold Stark
(??? - ??? D.C.)
Figlio sestogenito di Beron e lady Lorra Royce, la vita di Errold Stark resta sconosciuta.

#### Rodrik Stark “Il Lupo Errante”
(??? - ??? D.C.)
Figlio settimogenito di Beron e lady Lorra Royce, Rodrik fu noto per aver prestato servizio nella compagnia di mercenari dei Secondi Figli. Sposò lady Arya Flint dei Clan delle Montagne, dalla quale ebbe due figlie, Branda e Lyarra.

#### Cregard Stark
(??? - ??? C.A.)
Figlio primogenito di Edric e Serena Stark, fratello gemello di Torrhen. La vita di Cregard resta sconosciuta.

#### Torrhen Stark
(??? - ??? D.C.)
Figlio secondogenito di Edric e Serena Stark, fratello gemello di Cregard. La vita di Torrhen resta sconosciuta.

#### Aregelle Stark
(??? - ??? D.C.)
Figlia terzogenita di Edric e Serena Stark, di Aregelle si sa soltanto che sposò Lord Umbard Cerwyn, dal quale non ebbe figli.

#### Arrana Stark
(??? - ??? D.C.)
Figlia quartogenita di Edric e Serena Stark, di Arrana si sa soltanto che sposò Lord Osric Umber, dal quale non ebbe figli.

#### Edwyle Stark
(??? - ??? D.C.)
Figlio primogenito di Willam e lady Melantha Blackwood, fu Lord di Grande Inverno dopo la morte di suo padre Willam, approssimativamente durante il regno di Jahehaerys II Targaryen, e nonno paterno di Ned Stark. Sposò lady Marna Locke, dalla quale ebbe un figlio, Rickard.

#### Jocelyn Stark
(??? - ??? D.C.)
Figlia secondogenita di Willam e lady Melantha Blackwood, Jocelyn sposò Lord Benedict Royce, dal quale ebbe tre figlie dai nomi sconosciuti, che furono date in sposa a tre rampolli delle casate Waynwood, Corbray e (plausibilmente) Templeton.

#### Brandon Stark
(??? - ??? D.C.)
Figlio primogenito di Artos e lady Lysara Karstark, la vita di Brandon Stark resta sconosciuta.

#### Benjen Stark
(??? - ??? D.C.)
Figlio secondogenito di Artos e lady Lysara Karstark, la vita di Benjen Stark resta sconosciuta.

#### Rickard Stark
(227 - 282 D.C.)
Figlio unigenito di Edwyle e Marna Locke, Rickard fu lord di Grande Inverno durante il regno di Aerys II Targaryen. Sposò sua cugina Lyarra Stark, dalla quale ebbe quattro figli: Brandon, Eddard, Lyanna e Benjen.
Fu una vittima del Re Folle poco prima della Ribellione di Robert e la sua morte può essere considerata una delle cause del conflitto. Jaime Lannister racconta a Catelyn Tully la sua fine, avendo lui assistito ad essa: imprigionato da re Aerys per le azioni del suo primogenito, chiese di essere giudicato per singolar tenzone. Egli si preparò alla sfida convinto che il proprio avversario sarebbe stato un membro della Guardia Reale: si troverà invece legato su una pira, in quanto il Re Folle gli comunicherà che il campione del re sarebbe stato il fuoco. Lord Rickard morì nel rogo, bruciato vivo nella sua armatura, nella sala del trono.

#### Branda Stark
(??? - ??? D.C.)
Figlia primogenita di Rodrik e Arya Flint, di Branda si sa soltanto che sposò Lord Harrold Rogers, dal quale non ebbe eredi.

#### Lyarra Stark
(??? - ??? D.C.)
Figlia secondogenita di Rodrik e Arya Flint, sposò suo cugino lord Rickard Stark, dal quale ebbe quattro figli: Brandon, Eddard, Lyanna e Benjen.

### Discendenti di lord Rickard

#### Brandon Stark
(261 - 282 D.C.)
Figlio primogenito di Rickard e Lyarra Stark, avrebbe dovuto succedere a suo padre come lord di Grande Inverno. Brandon è descritto come un uomo orgoglioso ed impulsivo, molto abile come spadaccino e giostratore. Era molto alto e di bell'aspetto.
Brandon era in principio il primo promesso sposo di lady Catelyn Tully. Quando fu sfidato da Petyr Baelish a duello per la mano della fanciulla, Brandon (notando la giovanissima età dell'avversario e il suo scarso equipaggiamento) si tolse parte dell'armatura, dando prova di una nobiltà d'animo ammirevole. Risparmiò la vita di Petyr quando lo sconfisse, lasciandogli solo una ferita che guarì abbastanza presto. 
Mentre si recava a Delta della Acque per il matrimonio fu raggiunto dalla notizia del rapimento della sorella Lyanna da parte di Rhaegar Targaryen. Si precipitò ad Approdo del Re per affrontare il principe, ma fu imprigionato da suo padre, il re Aerys II. Il re chiamò lord Rickard per rispondere delle azioni del figlio, ma all'arrivo del signore di Grande Inverno, Aerys lo ingannò e lo fece bruciare vivo nella sua armatura, mentre Brandon osservava, con una correggia di cuoio bagnata al collo, collegata ad un macchinario. Mentre era legato, gli fu messa una spada davanti, ma troppo lontano perché potesse afferrarla per salvare il padre e nel tentativo di prenderla, si strangolò.
Nel quinto libro Lady Barbrey Dustin rivela a Theon che Brandon e lei avevano una relazione amorosa quando erano giovani, ma che Rickard Stark vi pose fine promettendo il figlio a Catelyn, nonostante il parere contrario di lui.

#### Eddard Stark
(263 - 299 D.C.)
Vedi Eddard Stark.

#### Lyanna Stark
(267 - 283 D.C.)
Figlia terzogenita di Rickard e Lyarra Stark, Lyanna viene descritta come una giovane donna bellissima, vivace e un'eccellente amazzone; Eddard afferma che avesse un carattere simile a quello di suo fratello Brandon, più ostinato e selvaggio rispetto al proprio, ma pare che avesse un legame più profondo con il taciturno Ned, suo confidente. Sempre Ned paragona spesso sua figlia Arya alla sorella, sia per aspetto che per carattere. Adorava andare a caccia e a cavallo e si presuppone che fosse un'abile combattente; aveva inoltre il tipico aspetto della dinastia Stark: viso allungato, carnagione intermedia, lunghi capelli scuri e occhi grigi.
Era la promessa sposa di Robert Baratheon, da sempre molto infatuato di lei, ma Lyanna, pur conoscendolo dall'infanzia, era fortemente contrariata dal fatto che fosse un donnaiolo incallito e che avesse già una figlia bastarda, la piccola Mya Stone; nonostante Ned l'avesse rassicurata dicendole che Robert l'avrebbe amata nonostante tutto, lei non gli credette mai. Persino molti anni dopo la sua morte, Ned comprende quanto Robert non l'abbia mai conosciuta veramente e quindi abbia, col tempo, idealizzato la sua figura, credendola una moglie molto più a modo di Cersei quando in realtà Ned, che invece la conosceva bene, sa come, con il suo carattere forte e indipendente, Lyanna sarebbe stata assolutamente capace di tenere testa a un uomo, anche pubblicamente.
Durante il torneo di Harrenhal il principe della corona Rhaegar Targaryen le porse una corona di rose nominandola "Regina d'Amore e Bellezza" del torneo al posto della moglie, la principessa Elia Martell, provocando grande scalpore. La ragazza fu rapita in circostanze poco chiare, portata nella Torre della Gioia tra le montagne di Dorne: Robert e Brandon si convinsero che fosse stata presa contro il proprio volere e la loro rabbia fu la causa scatenante della Ribellione contro la casa reale culminata nella battaglia del Tridente, in cui l'erede di Capo Tempesta uccise l'Ultimo Drago.
Dopo il saccheggio di Approdo del Re, Eddard Stark (in sostituzione di Brandon, caduto ad Approdo del Re) e sei compagni andarono a cercarla nella Torre della Gioia: lì combatterono contro tre cavalieri della Guardia reale, il comandante ser Gerold Hightower, ser Arthur Dayne e ser Oswell Whent, che uccisero tutti tranne Eddard e Howland Reed. Il salvataggio fu però tardivo: Eddard trovò infatti Lyanna morente in un letto di sangue che stringeva convulsamente una corona appassita di rose blu; nei suoi ultimi istanti lo costrinse a fare un giuramento sconosciuto, che Ned sembra non aver condiviso con nessuno, ma che comunque lo perseguitò per il resto della sua vita. Fu seppellita a Grande Inverno, nell'ancestrale cripta di Casa Stark, come da lei richiesto a suo fratello poco prima di morire; la sua morte favorì la riconciliazione tra Ned e Robert, che si ritrovarono a condividere lo stesso dolore.
Nella serie televisiva Il Trono di Spade compare in tre flashback di Brann dove viene interpretata da Cordelia Hill da giovane e Aisling Franciosi da adulta. Alla fine della sesta stagione Brann scopre che la morte di Lyanna avvenne per parto, dando alla luce il figlio di Rhaegar, per cui Eddard, temendo la vendetta di Robert verso i Targaryen, lo presentò a Grande Inverno come figlio suo, chiamandolo Jon Snow e mantenendo la massima riservatezza. Alla fine della settima stagione, Bran e Samwell Tarly scoprono inoltre che Rhaegar non l'aveva rapita né stuprata, ma al contrario, i due erano profondamente innamorati l'uno dell'altra, tanto da sposarsi in segreto (dopo che Rhaegar aveva annullato il matrimonio con Elia) e quindi Aegon Targaryen, vero nome di Jon Snow, oltre a non essere un bastardo è anche l'erede al Trono di Spade. Al termine dell'ottava stagione, le uniche persone note a sapere la verità sono Jon stesso, i suoi cugini Sansa, Arya e Bran, Tyrion Lannister e Samwell Tarly.

#### Benjen Stark
(267 - ??? D.C.)
Vedi Benjen Stark.

### Altri Stark
Nel corso della saga vengono citati numerosi Stark, dei quali resta ignoto il periodo di appartenenza: su alcuni vengono fornite delle informazioni precise, di altri si menziona soltanto il nome. Quasi tutti questi re e lord Stark sono sepolti nelle cripte di Grande Inverno.
- Re Brandon Stark il Navigatore (Shipwright), amava navigare e costruì una potente flotta del Nord; sparì dopo essere salpato per il Mare del Tramonto[14].
- Re Brandon Stark l'Incendiario, bruciò l'intera flotta del Nord dopo la scomparsa di suo padre nel Mare del Tramonto[14].
- Re Dorren Stark, non si sa nulla di lui ma, durante il suo regno i Guardiani della notte combatterono contro i Giganti e commerciarono con i Figli della Foresta[24].
- Re Rickard Stark, sconfisse Re delle Paludi estendendo il regno fino a includere l'Incollatura[17].
- Re Rodrick Stark, conquistò l'Isola dell'Orso in un incontro di lotta[14].
- Re Edrick Stark Barba di Neve che regnò sul Nord per cent'anni[6].
- Re Brandon Stark Occhi di Ghiaccio, pronipote di Edrick, Barba di Neve; che scacciò gli schiavisti delle Stepstones, liberando il Nord, e costruì la Tana del Lupo[25].
- Re Benjen Stark l'Amaro[26]
- Re Benjen Stark il Dolce[26]
- Re Eyron Stark[26]
- Re Edderion Stark lo Sposo[26]
- Re Walton Stark il Re della Luna[26]
- Re Brandon Stark il Malvagio[26]
- Re Jorah Stark[26]
- Re Jonos Stark[26]
- Re Edwyn Stark il Re della Primavera[26]
- Osric Stark figlio o fratello del Re del Nord, il più giovane Lord Comandante dei Guardiani della notte, venne eletto a dieci anni e comandò per sessant'anni[27].
- Re Harlon Stark: durante il suo regno la Casa Bolton si ribellò e Harlon assediò Forte Terrore per due anni prima che essi si arrendessero[28].
- Brandon Snow: fratello illegittimo di re Thorren, si offrì di assassinare i draghi di Aegon[29].
- Ellard Stark: signore di Grande Inverno al Gran Concilio del 101 sostenne la pretesa di Laenor Velaryon al Trono di Spade[30].
- Rodrick Stark: chiamato "Il lupo errante" si unì alla compagnia di ventura dei Secondi Figli.

## Casate fedeli
- Bolton di Forte Terrore. In un lontano passato i Bolton furono i maggiori rivali degli Stark nel nord. Portavano il titolo di "Re rossi" e dominavano la parte orientale della regione. Contestarono violentemente l'autorità degli Stark: ben due re Bolton saccheggiarono Grande Inverno; in una ribellione Forte Terrore si alleò con i Greystark della Tana del lupo (solo la casata Bolton sopravvisse alla fallimentare rivolta) e in un'altra impegnarono per due anni l'esercito di re Harlon Stark. Alla fine si sottomisero, circa un migliaio di anni prima dell'inizio della saga. Il simbolo dei Bolton è un uomo scuoiato, infatti i Bolton sono famosi per la loro pratica di scuoiare i nemici. Questa pratica di tortura ha fatto guadagnare ai Bolton una fama sinistra. Si vocifera, inoltre, che il leggendario Re della Notte, un Lord Comandante dei Guardiani della notte durante l'Era degli Eroi, fosse un Bolton. Secondo George R. R. Martin, il loro motto è “Le nostre lame sono affilate”, mentre un modo di dire comune tra i Bolton è “Un uomo nudo ha pochi segreti, uno scuoiato nessuno”.
- Cerwyn di Fortezza Cerwyn. Il loro motto è "Pronti e affilati"; il loro stemma è una ascia bipenne da guerra.
- Dustin di Barrowton, è una delle casate più antiche e prestigiose del Nord. Il loro stemma consiste in due asce incrociate, sormontate da una corona in uno sfondo giallo.
- Glover di Deepwood Motte, è una delle principali case del Nord, fedele vassalla degli Stark. Il loro castello viene occupato da Asha Greyjoy, prima di essere stato conquistato da Stannis e riconsegnato ai Glover. il loro stemma è un pugno guantato di maglia di ferro in campo rosso.
- Flint: Un Clan residente nelle zone montuose.

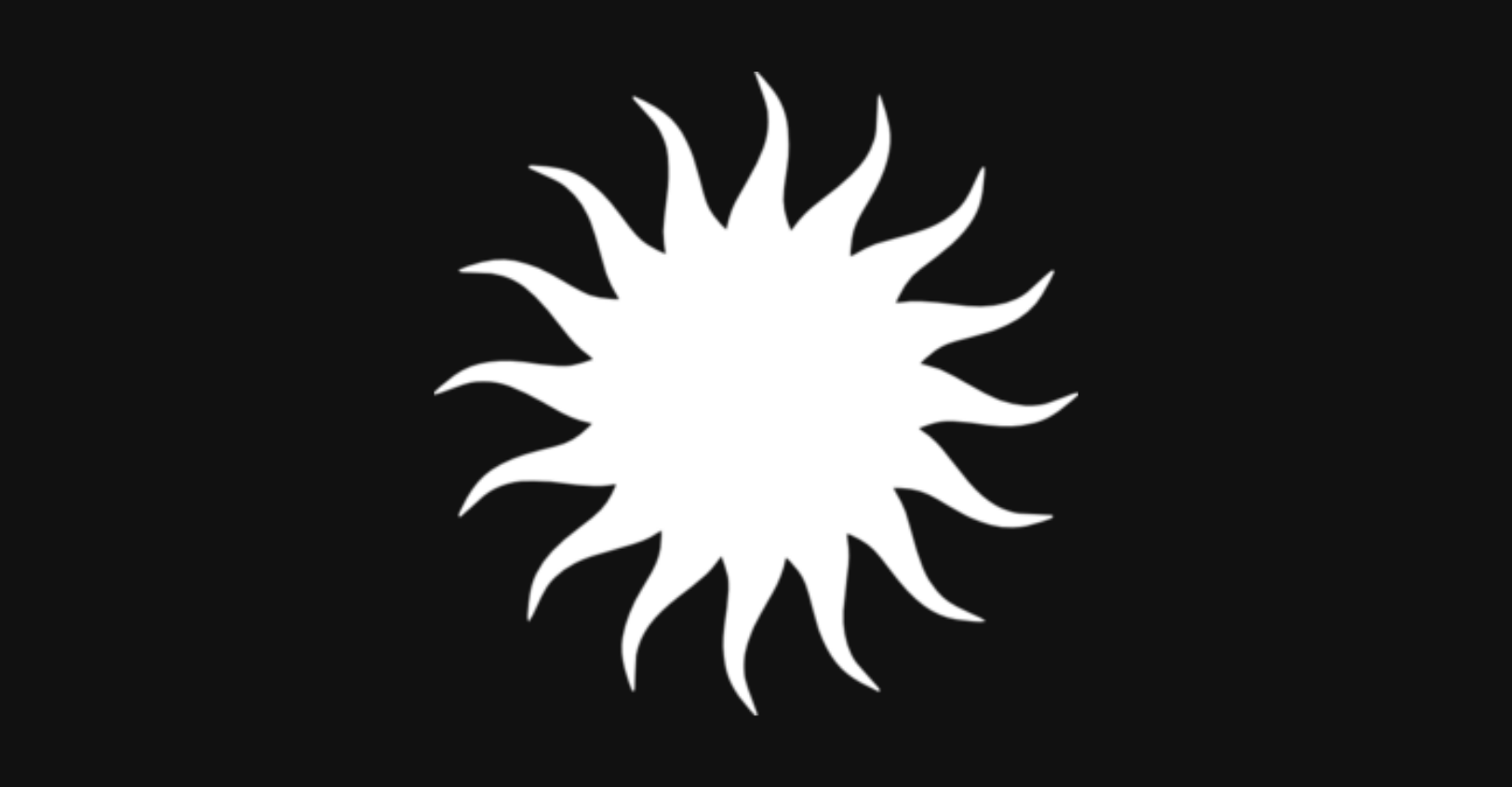
Il sole bianco dei Karstark

- Il sole bianco dei KarstarkHornwood di Hornwood. Il loro motto è "Virtuosi nella furia"; lo stemma degli Hornwood è un alce.
- Karstark di Karhold. I Karstark discendono da Karlon Stark. Quando questi sconfisse un lord ribelle venne ricompensato con terre su cui costruì un castello, chiamato Karl's Hold, il Fortino di Karl.  I Karstark sono uomini imponenti, fieri, caratterizzati da folte barbe e lunghi capelli. Indossano lunghi mantelli di pelli di foca, orso e lupo. Il motto dei Karstark è: "Il sole dell’Inverno", il loro stemma infatti è un sole bianco in campo nero.
- Liddle. Un clan delle montagne. Un uomo dei Liddle offre riparo e vitto a Bran nel corso del suo viaggio per superare la barriera
- Locke di Oldcastle. Il suo stendardo è rappresentato da un paio di chiavi bronzee incrociate su di una fascia bianca in campo viola
- Manderly di Porto Bianco. Una casata molto ricca proveniente dall'Altopiano, da cui ne deriva anche il nome (il Mander è il fiume che scorre in quelle terre). Sono tra i più potenti e fedeli vassalli di Casa Stark, a causa del loro controllo dell'unica città della regione. A differenza di molte altre case del nord, i Manderly seguono la fede dei Sette dei, invece degli antichi dèi, come la famiglia di origine dell'Altopiano. Il loro stemma rappresenta un tritone bianco con capelli, barba e coda verdi, con un tridente nero, su un campo blu-verde.

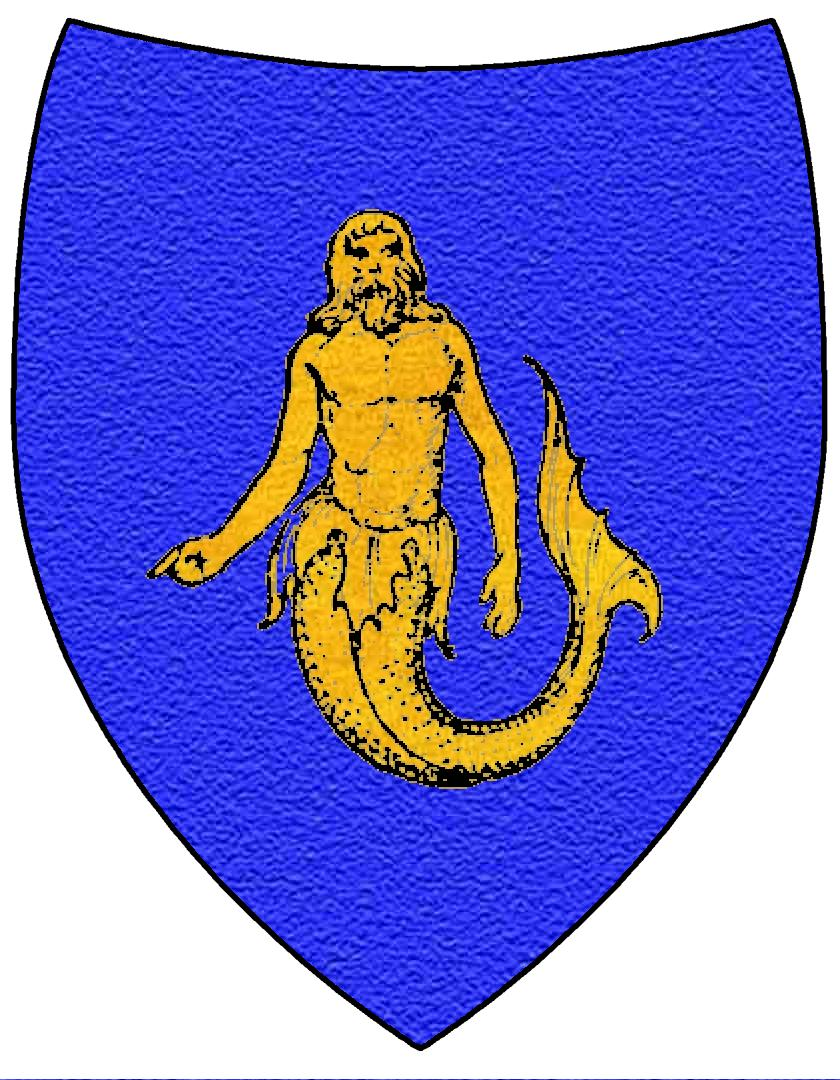
Il tritone dei Manderly

- Il tritone dei ManderlyMormont dell'isola dell'Orso. L'isola fu data ai Mormont dopo che Re Rodrick Stark la tolse al dominio degli Uomini di Ferro. A causa della scarsità di risorse dell'isola, i Mormont sono una casata piuttosto povera. Lady Maege Mormont è la lady di Isola dell'Orso. Suo fratello Jeor, precedente lord, è ora il Lord Comandante dei Guardiani della notte. Suo nipote Jorah, anch'egli precedente lord, accusato di traffico di schiavi ha abbandonato l'Isola prima che Eddard Stark lo raggiungesse per giudicarlo ed è andato nel Continente Orientale. Dopo aver combattuto anni come mercenario, abbandonato dalla moglie si è messo al servizio di Daenerys Targaryen divendone ben presto consigliere e innamorandosene. La spada di acciaio di Valyria dei Mormont, Lungo Artiglio, è stata donata da Jeor a Jon Snow, suo attendente nei Guardiani della notte, per averlo salvato dall'attacco di due morti viventi. Il loro motto è "Qui ci ergiamo" (Here we stand) e il loro stemma è un orso nero in campo verde.
- Norrey. Un clan delle montagne.
- Reed di Torre delle Acque Grigie. I Reed controllano le terre paludose dell'Incollatura da una fortezza mobile. Torre delle Acque Grigie è l'unica roccaforte "nascosta" nel continente, dato che si sposta. I Reed sono gli alfieri degli Stark più a sud.
- Ryswell dei Rills.
- Stout di Goldgrass.
- Tallhart di Piazza di Torrhen.
- Umber di Ultimo Focolare. Ultimo Focolare è vicino alla Barriera, per questo gli Umber sono abituati ad affrontare incursioni dei bruti. Lo stemma degli Umber rappresenta un gigante furioso con capelli castani, che indossa pelli e ai polsi porta delle catene d’argento spezzate, su sfondo rosso.
- Wull. Un clan residente nelle montagne.

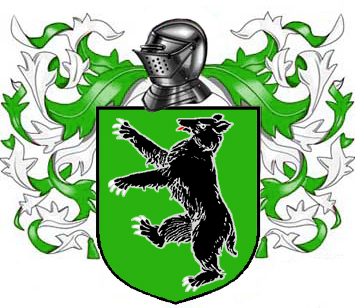
L'orso bruno dei Mormont

## Servitori di Casa Stark
- Alyn, soldato. Fa parte del seguito di lord Eddard ad Approdo del Re e comanda le venti guardie distaccate temporaneamente al seguito di Janos Slynt durante il torneo del Primo Cavaliere partecipa egli stesso al citato torneo perdendo però lo scontro al primo assalto contro ser Balon Swann.[12] È lui a scrivere il messaggio diretto a Grande Inverno con la notizia della morte di Jory Cassel ed altri due soldati Stark nello scontro con armati dei Lannister ad Approdo del Re e del ferimento di lord Stark e prende il posto di Jory Cassel quale comandante della Guardia del Primo Cavaliere dopo che questo viene ucciso nello scontro con i soldati di Jaime Lannister[31]. Successivamente viene assegnato al gruppo di venti soldati Stark che si uniscono alla schiera di cavalieri comandata da lord Beric Dondarrion ed incaricati di eseguire la sentenza di condanna a morte nei confronti di ser Gregor Clegane[32].
- Beth Cassel, figlia di ser Rodrick Cassell.
- Cayn, soldato. Fa parte del seguito di lord Eddard ad Approdo del Re, dove viene ucciso insieme a tutta la scorta.
- Chayle, septon bibliotecario di Grande Inverno. Viene sacrificato in onore del Dio Abissale dagli uomini di Theon.
- Desmond, soldato. Fa parte del seguito di lord Eddard ad Approdo del Re, dove viene ucciso insieme a tutta la scorta.
- Farlen, maestro del canile di Grande Inverno. Viene decapitato da Theon Greyjoy, per essersi lasciato scappare Bran e Rickon Stark.
- Gage: cuoco di Grande Inverno.
- Hallis Mollen: capo della guardia di Grande Inverno; nominato da Robb dopo la partenza di lord Eddard per Approdo del Re in sostituzione di Jory Cassel.[12]
- Harwin: figlio di mastro Hullen. Fa parte del seguito di lord Eddard ad Approdo del Re dove partecipa anche al torneo del Primo Cavaliere e viene disarcionato al primo assalto da ser Meryn Trant, membro della Guardia Reale. Insieme ad Alyn, Harwin è una delle guardie che Eddard manda insieme a lord Beric Dondarrion per arrestare ser Gregor Clegane nelle Terre dei Fiumi.[12] Si unirà in seguito alla Fratellanza Senza Vessilli.
- Heward, soldato. Fa parte del seguito di lord Eddard ad Approdo del Re. Viene ucciso in uno scontro con soldati dei Lannister al termine de Il gioco del trono.
- Hodor: gigantesco stalliere, ritardato ma buono e gentile, molto affezionato a Bran Stark. Il suo vero nome non è Hodor ma Walder, ma tutti lo chiamano Hodor perché è l'unica parola che è in grado di pronunciare. La Vecchia Nan è la sua bis-nonna.[12]
- Hullen, mastro dei cavalli. Fa parte del seguito di Lord Eddard ad Approdo del Re, dove viene ucciso insieme a tutta la scorta.
- Jacks, soldato. Fa parte del seguito di lord Eddard ad Approdo del Re.
- Jeyne Poole, figlia dell'attendente di Grande Inverno e miglior amica di Sansa. Fa parte del seguito di lord Eddard ad Approdo del Re. Nel quinto romanzo viene spacciata per Arya Stark e costretta a sposare Ramsay Bolton.
- Jory Cassel, comandante della Guardia presso Grande Inverno. Viene ucciso in uno scontro con soldati dei Lannister nel de Il gioco del trono.
- Joseth, stalliere. Nominato da Robb Stark mastro dei cavalli di Grande Inverno in assenza di Hullen. Addestra Danzatrice, la cavalla di Bran Stark e fa parte del gruppo uscito da Grande Inverno il giorno che Bran Stark subisce il tentativo di rapimento da parte di un gruppo di disertori dei Guardiani della notte[31].
- Luwin, consigliere e guaritore presso Grande Inverno. Ometto grigio e anziano, veste una tunica dalle grandi maniche dalle quali nasconde le cose più disparate. Viene gravemente ferito durante il Sacco di Grande Inverno e successivamente finito da Osha, per risparmiargli l'agonia.
- Septa Mordane, tutrice delle ragazze di alto rango al castello di Grande Inverno. Fa parte del seguito che Eddard Stark porta con sé ad Approdo del Re e verrà uccisa insieme agli altri servitori di Eddard.
- Mikken, fabbro di Grande Inverno. Ucciso da uno degli uomini di ferro di Theon Greyjoy.
- Osha, donna dei Bruti fatta prigioniera da Robb Stark durante la prima uscita a cavallo di Bran Stark dalle mura di Grande Inverno.
- Porther, soldato. Fa parte del seguito di lord Eddard ad Approdo del Re, dove viene ucciso assieme a tutta la scorta.
- Quent, soldato di Grande Inverno. Fa parte del gruppo di soldati di scorta il giorno che Bran Stark ha subito un tentativo di rapimento da parte di un gruppo di disertori dei Guardiani della notte.
- Rodrik Cassel, maestro d'armi di Grande Inverno. Viene nominato da Robb Stark castellano di Grande Inverno. Dopo la presa del castello da parte di Theon Greyjoy, riunisce un esercito e assedia la sede degli Stark per riconquistarla. Viene ucciso da Ramsay Bolton durante la Battaglia di Grande Inverno.
- Syrio Forel, primo spadaccino della Città Libera di Braavos; vive ormai da tempo presso la corte di Approdo del Re. Eddard Stark lo assume come maestro di scherma per sua figlia Arya.
- Tomard, soldato. Detto Tom il grasso, fa parte del seguito di lord Eddard ad Approdo del Re e dopo che Alyn parte con il gruppo di lord Beric Dondarrion per dare la caccia a ser Gregor Clegane diventa, provvisoriamente, il capo della Guardia Personale del Primo Cavaliere[32]. Successivamente sveglia lord Eddard per avvertirlo che re Robert, ormai in fin di vita, lo ha convocato con la massima urgenza[33].Viene ucciso insieme a tutta la scorta di Eddard dagli uomini dei Lannister.
- Varly, soldato. Fa parte del seguito di lord Eddard ad Approdo del Re. Viene ucciso da Janos Slynt.
- Vayon Poole, attendente di Grande Inverno. Fa parte del seguito di lord Eddard ad Approdo del Re. Sua figlia Jeyne Poole è la migliore amica di Sansa Stark. Viene ucciso assieme a tutti i servitori di Casa Stark ad Approdo del Re.
- Vecchia Nan, balia e narratrice di leggende presso Grande Inverno. È la donna più vecchia di Grande Inverno. L'unico parente di Nan rimane Hodor, di cui è la bisnonna.
- Wayn, soldato di Grande Inverno. Fa parte del gruppo di soldati di scorta il giorno che Bran Stark ha subito un tentativo di rapimento da parte di un gruppo di disertori dei Guardiani della notte.
- Wyl, soldato. Fa parte del seguito di lord Eddard ad Approdo del Re. Viene ucciso in uno scontro con soldati dei Lannister al termine de Il gioco del trono.